# Sara Simeoni
Sara Simeoni, italijanska atletinja–skakalka v višino, * 19. april 1953, Rivoli Veronese, Italija. 
Kot prva ženska je leta 1978 presegla višino 2 m in postavila svetovni rekord z 201 cm. Na poletnih olimpijskih igrah 1980 v Moskvi je postala tudi olimpijska prvakinja v tej disciplini.